# Piptocarpha
Piptocarpha är ett släkte av korgblommiga växter. Piptocarpha ingår i familjen korgblommiga växter.

## Bildgalleri

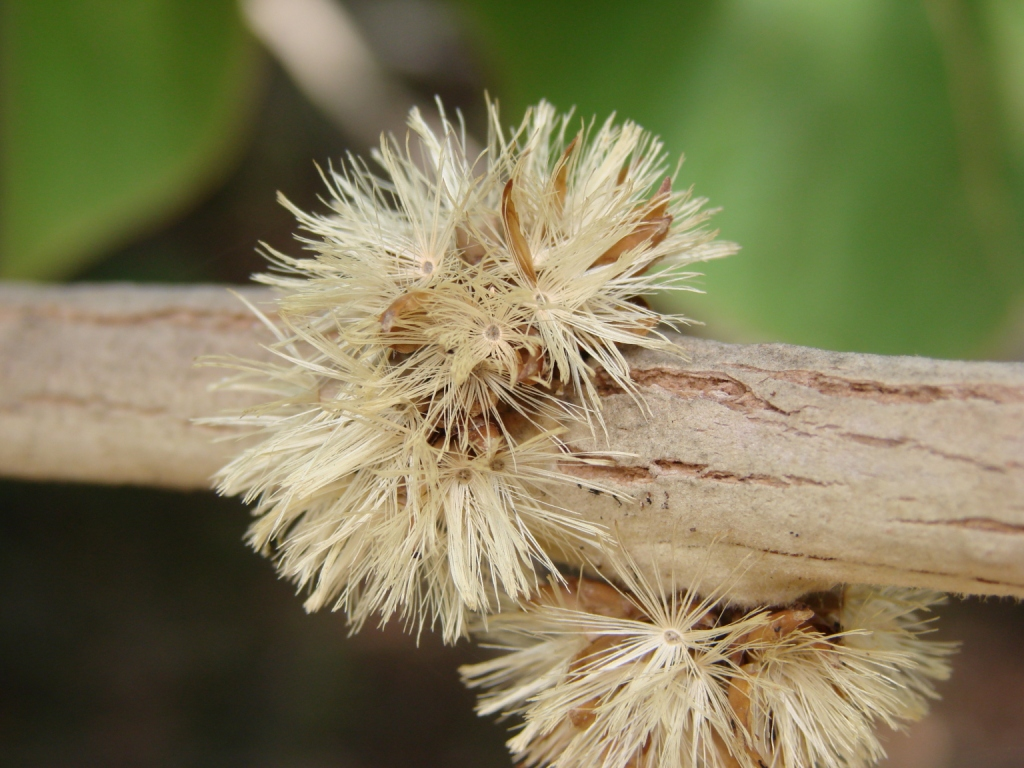
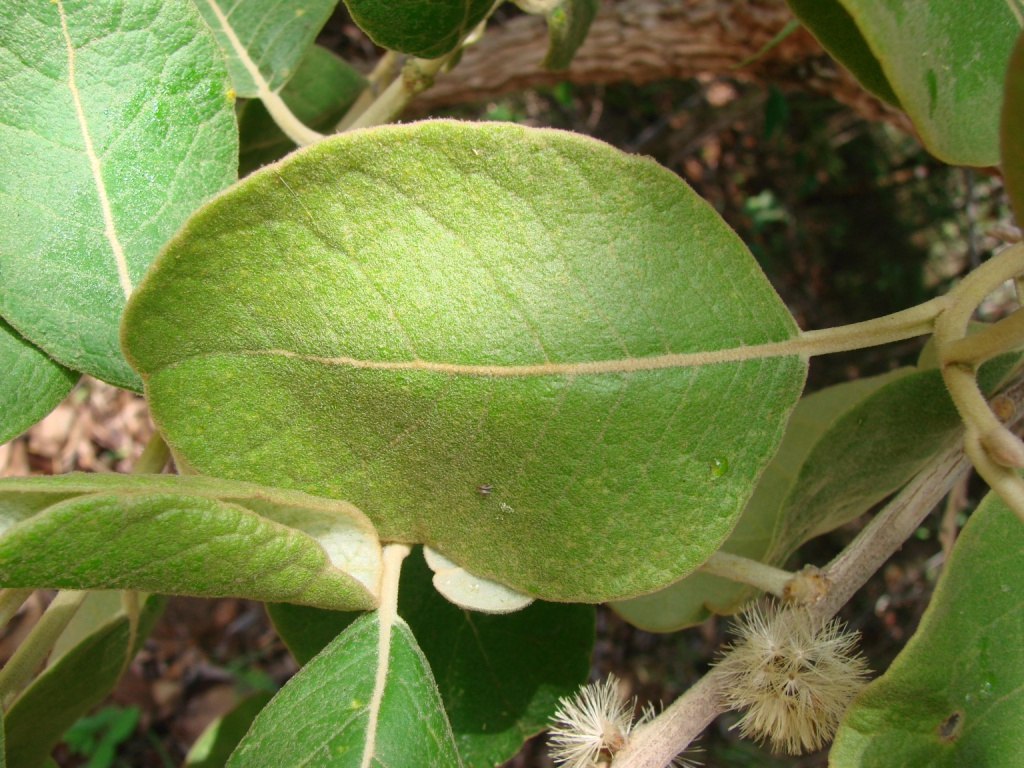

## Dottertaxa tillPiptocarpha, i alfabetisk ordning[1]
- Piptocarpha angustifolia
- Piptocarpha asterotrichia
- Piptocarpha atratoensis
- Piptocarpha auyantepuiensis
- Piptocarpha axillaris
- Piptocarpha barrosoana
- Piptocarpha boyacensis
- Piptocarpha brasiliana
- Piptocarpha canescens
- Piptocarpha densifolia
- Piptocarpha foliosa
- Piptocarpha geraldsmithii
- Piptocarpha gustavo-valerioana
- Piptocarpha gutierrezii
- Piptocarpha jauaensis
- Piptocarpha jonesiana
- Piptocarpha klugii
- Piptocarpha lechleri
- Piptocarpha leprosa
- Piptocarpha lucida
- Piptocarpha macropoda
- Piptocarpha matogrossensis
- Piptocarpha notata
- Piptocarpha oblonga
- Piptocarpha opaca
- Piptocarpha organensis
- Piptocarpha pellucida
- Piptocarpha poeppigiana
- Piptocarpha polycephala
- Piptocarpha pyrifolia
- Piptocarpha quadrangularis
- Piptocarpha ramboi
- Piptocarpha ramiflora
- Piptocarpha regnellii
- Piptocarpha richteri
- Piptocarpha riedelii
- Piptocarpha robusta
- Piptocarpha rotundifolia
- Piptocarpha steyermarkii
- Piptocarpha stifftioides
- Piptocarpha tetrantha
- Piptocarpha triflora
- Piptocarpha umbellulata
- Piptocarpha vasquezii